# إيداباشي
إيداباشي (باليابانية:飯田橋) (بالانجليزية:Iidabashi)، هي بلدة تابعة لمدينة طوكيو اليابانية، عدد السكان لا تتجاوز 2,707 نسمة.